# اندیس جناسک
جناسک یک اندیس مصالح ساختمانی است که در حوالی شهر قزوین استان تهران قرار دارد و مادهٔ معدنی موجود در آن، گرانیت است. و دیرینگی آن به دوران سن  می‌رسد. 